# Зоря Труда
Зоря́ Труда  (колись — хутір Кєллєра, Щасливка) — село Визирської сільської громади в Одеському районі Одеської області. Населення становить 252 осіб.

## Історія
У 1850-х рр. на цих теренах на орендованій землі оселився рід Кєллєрів, який заснував тут поселення. Належало до Антоно-Кодинцівської волості Одеського повіту Херсонської губернії. 
Лютеранська парафія — Вормс-Йоганнесталь.
У 1926 році створено колгосп "Щасливий труд".
Під час Голодомору 1932—1933 років померло щонайменше 5 жителів села.
Після Другої світової війни належало до Спиридонівської сільської ради Комінтернівського району.

## Населення
У 1905 році тут проживало 35 осіб, у 1926 — 121, у 1943 — 40. Згідно з переписом УРСР 1989 року чисельність наявного населення села становила 274 особи, з яких 131 чоловік та 143 жінки.
За переписом населення України 2001 року в селі мешкали 252 особи.

### Мова
Розподіл населення за рідною мовою за даними перепису 2001 року:
| Мова       | Відсоток |
| ---------- | -------- |
| українська | 86,11 %  |
| російська  | 13,49 %  |
| молдовська | 0,40 %   |